# Borghetto Lodigiano
Borghetto Lodigiano (Burghét in dialetto lodigiano) è un comune italiano di 4 371 abitanti della provincia di Lodi in Lombardia.

## Storia
In epoca romana era presente al confine tra gli attuali comuni di Borghetto, Brembio e Livraga la stazione Tres Tabernae, da cui passava la via Mediolanum-Placentia, che metteva in comunicazione Mediolanum (Milano) con Placentia (Piacenza) passando da Laus Pompeia (Lodi Vecchio).
In passato i due nuclei che ora compongono l'abitato, Fossadolto (Fossato Alto) e Borghetto, avevano vita autonoma. Il primo, feudo del capitolo milanese (XI secolo), fu al centro di aspre lotte tra i Torriani e i Visconti (XII e XIV secolo), appartenne ai Rho nel 1481, ma nel 1633 era ancora libero comune.
In età napoleonica (1809-16) al comune di Borghetto fu aggregata Graffignana, ridivenuta autonoma con la costituzione del Regno Lombardo-Veneto.
Nel 1863 Borghetto assunse il nome ufficiale di Borghetto Lodigiano, per distinguersi da altre località omonime.

### Simboli
Lo stemma comunale è troncato da una fascia d'oro, caricata delle lettere P A B, iniziali di Pier Antonio del Borghetto (1699-1779), letterato e religioso, nato in località Ognissanti nel territorio del comune. Il campo superiore, di azzurro, riproduce un prato verde da cui nasce un mazzo di spighe d'oro attraversate dalla fascia d'argento con la scritta HUMILITAS in maiuscolo, e sormontate da due stelle anch'esse d'argento. Nel campo inferiore, d'argento, un castello rosso da cui si innalza un'insegna d'oro con una ruota rossa, simbolo della famiglia Rho.
Lo stemma e il gonfalone attualmente in uso sono leggermente diversi da quelli concessi con regio decreto del 10 settembre 1936: mancavano le stelle e il nastro con il motto, la fascia d'oro con le lettere P A B e lo stendardo sul castello; era invece presente il capo del Littorio, ornamento obbligatorio per gli emblemi concessi in epoca fascista.
Il gonfalone è un drappo di rosso.

## Monumenti e luoghi d'interesse
Nell'abitato si distingue, quasi isolato nella piazza principale, palazzo Rho, costruzione tardogotica in cotto (XV secolo), attuale sede del Comune. Il Palazzo all'ultimo piano ospita il Piccolo Museo dei Lavori Umili.
A fianco sorge la parrocchiale di San Bartolomeo, trasformata dal restauro ottocentesco.
Da ricordare ancora la villa Rho Confalonieri Belgioioso e la villa Ghisalberti Nocca a Vigarolo.

## Società

### Evoluzione demografica
Abitanti censiti

### Etnie e minoranze straniere
Al 31 dicembre 2015 gli stranieri residenti nel comune di Borghetto Lodigiano in totale sono 635. Tra le nazionalità più rappresentate troviamo:
| Paese     | Popolazione (2015) |
| --------- | ------------------ |
| Egitto    | 190                |
| Romania   | 142                |
| Albania   | 83                 |
| India     | 55                 |
| Marocco   | 33                 |
| Macedonia | 19                 |
| Ucraina   | 17                 |

## Geografia antropica
Secondo l'ISTAT, il territorio comunale comprende il centro abitato di Borghetto Lodigiano, le frazioni di Casoni, Fornaci, Pantiara e Vigarolo, e le località di Barazzina I, Barazzina II, Barbavara, Ca' de' Lunghi, Cascinetta, Ca' Tavazzi, Monteguzzo, Panigada, Prevede, Propio, Regona e Viganone.

## Economia
L'economia locale è rappresentata per buona parte ancora dall'agricoltura.

Assai numerose sono infatti le aziende, per lo più a conduzione familiare, che si occupano di allevamento (bovino e suino) e della coltura di cereali e foraggi.

Nel territorio operano anche alcune industrie, tra cui spicca la laminazione dell'alluminio. Tuttavia è presente il pendolarismo su Lodi e Milano.

## Amministrazione
Segue un elenco delle amministrazioni locali.
| Periodo | Periodo   | Primo cittadino      | Partito                        | Carica                  | Note |
| ------- | --------- | -------------------- | ------------------------------ | ----------------------- | ---- |
| 1945    | 1945      | Luigi Palestra       |                                | Sindaco                 |      |
| 1945    | 1946      | Domenico Bravi       |                                | Sindaco                 |      |
| 1946    | 1950      | Carlo Pagliani       |                                | Sindaco                 |      |
| 1950    | 1951      | Giacomo Cantoni      |                                | Commissario prefettizio |      |
| 1951    | 1956      | Mario Lezi           |                                | Sindaco                 |      |
| 1956    | 1964      | Ettore Zucchelli     |                                | Sindaco                 |      |
| 1964    | 1970      | Mario Franco Riva    |                                | Sindaco                 |      |
| 1970    | 1980      | Achille Guglieri     |                                | Sindaco                 |      |
| 1980    | 1981      | Giovanni Dragoni     |                                | Sindaco                 |      |
| 1981    | 1993      | Giuseppe Mazzola     |                                | Sindaco                 |      |
| 1993    | 1995      | Dante Molinari       |                                | Sindaco                 |      |
| 1995    | 2004      | Davide Secondo Cutti | Uniti per Borghetto            | Sindaco                 |      |
| 2004    | 2009      | Andrea Menin         | ViviBorghetto                  | Sindaco                 |      |
| 2009    | 2014      | Franco Rossi         | ViviBorghetto                  | Sindaco                 |      |
| 2014    | in carica | Giovanna Gargioni    | Lega Nord, Tutti per Borghetto | Sindaco                 |      |